# Colemaniella albulus
Colemaniella albulus är en djurart som tillhör fylumet slemmaskar, och som först beskrevs av Gibson 1981.  Colemaniella albulus är enda arten i  släktet Colemaniella, och ingår i familjen Lineidae. Inga underarter finns listade i Catalogue of Life.